# Мумбарис, Алекс
Алекс Мумбарис (англ. Alex Moumbaris) — политический активист и бывший политзаключённый.

## Биография
Родился в греческой семье в Египте, вырос в Австралии, жил и работал в Великобритании, проходил подготовку в СССР, был заключён в тюрьму в ЮАР, а сейчас живёт во Франции. Он известен своей политической активностью против режима апартеида в Южной Африке в 1970-е годы, а также его последующим заключением и побегом в 1979 году из тюремного комплекса Претории вместе с Тимом Дженкином и Стивеном Ли. Вернулся во Францию после побега.